# Marine Turbine Technologies
Marine Turbine Technologies (of MTT) is een Amerikaans bedrijf van Ted McIntyre. Men bracht in 2000 het prototype van een motorfiets met een Rolls-Royce 250 gasturbinemotor uit een helikopter uit.